# Gerard Hernández
Pour les articles homonymes, voir Gérard Hernandez et Hernández.
Gerard Hernández, né le 31 mars 2005 à Sant Jaume dels Domenys en Espagne, est un footballeur espagnol qui évolue au poste de milieu central au Al-Arabi SC.

## Biographie

### En club
Né à Sant Jaume dels Domenys en Espagne, Gerard Hernández commence le football dans le club de la ville avant d'être formé par le FC Barcelone.
En juillet 2023, Gerard Hernández rejoint le Villarreal CF, où il intègre dans un premier temps les équipes de jeunes du club.
Il joue son premier match avec l'équipe réserve du club le 2 juin 2024, lors d'une rencontre de deuxième division espagnole face au Racing de Santander. Il entre en jeu et son équipe s'impose par un but à zéro.

### En sélection
Gerard Hernández est convoqué avec l'équipe d'Espagne des moins de 19 ans pour participer au Championnat d'Europe des moins de 19 ans en 2024. Après avoir battu l'Italie, l'Espagne atteint la finale de la compétition. Il est titularisé lors de la finale face à la France, contre laquelle les Espagnoles l'emporte par deux buts à zéro, et remportent ainsi la compétition,.

## Palmarès
Espagne -19 ans
- Championnat d'Europe
  - Vainqueur en 2024